# Vännäs
Vännäs – miejscowość (tätort) w północnej Szwecji,  w regionie administracyjnym (län) Västerbotten. Siedziba władz (centralort) gminy Vännäs. W 2018 roku liczyła 4466 mieszkańców.
Miejscowość położona jest w prowincji historycznej (landskap) Västerbotten nad rzeką Umeälven, ok. 30 km na zachód od Umeå. Miejscowość położona jest przy linii kolejowej Bräcke – Boden (Stambanan genom övre Norrland), zbudowanej pod koniec XIX w., co przyczyniło się do rozwoju miejscowości. W pobliżu Vännäs przebiega droga E12 oraz droga krajowa nr 92 (Riksväg 92; Umeå – Dorotea).